# Tifón Man-yi
El tifón Man-yi, conocido en las Filipinas como supertifón Pepito (designación internacional: 2424, designación JTWC: 25W), es un ciclón tropical activo que se está intensificando en el mar de Filipinas. Man-yi, que actualmente amenaza a Filipinas, se convertirá en el sexto sistema tropical consecutivo que cruza el país en un mes, después de la tormenta tropical Trami y los tifones Kong-rey, Yinxing, Toraji y Usagi. Además, fue la primera vez desde que comenzaron los registros en 1951 que cuatro tormentas con nombre habían existido simultáneamente en noviembre.
Man-yi, la vigésimo cuarta tormenta nombrada, el tercer tifón violento de la temporada y la segunda tormenta de categoría 5 de la temporada de tifones del Pacífico de 2024, se originó en un área de convección a 220 km (140 mi) al este del atolón de Kwajalein el 8 de noviembre de 2024. Las imágenes satelitales mostraron un centro de circulación de bajo nivel más organizado y una convección profunda persistente en la periferia suroccidental. A medida que el sistema se movía hacia el noroeste, la Agencia Meteorológica de Japón (JMA) lo actualizó a tormenta tropical, llamándolo Man-yi, cuando el sistema pasó por Guam el 13 de noviembre. Más tarde, el 15 de noviembre, la Agencia Meteorológica de Japón (JMA) lo actualizó a tifón mínimo, y el Centro Conjunto de Advertencia de Tifones (JTWC) lo siguió poco después. Temprano al día siguiente, la Agencia Meteorológica de Japón (JMA) informó que la tormenta alcanzó su intensidad máxima con vientos sostenidos de diez minutos de 195 km/h (120 mph) y una presión central de 920 hPa (27,17 inHg). Posteriormente alcanzó su punto máximo como un supertifón equivalente a la categoría 5 en la escala de huracanes de Saffir-Simpson, con vientos sostenidos de un minuto de 260 km/h (160 mph). A medida que avanzaba hacia el oesnoroeste, Man-yi tocó tierra por primera vez en Panganiban, Catanduanes, más tarde ese mismo día. Después de tocar tierra en Catanduanes, el sistema se degradó ligeramente en apariencia, y la mitad occidental se volvió menos organizada a medida que pasaba al norte de las islas Calaguas. El ojo del tifón se había vuelto más nítido y su estructura parecía haberse recuperado, con el desarrollo de una pared ocular secundaria, lo que sugiere que el sistema estaba experimentando un ciclo de reemplazo de la pared ocular, aunque el ciclo no pudo completarse. Al día siguiente, Man-yi tocó tierra por segunda vez en Dipaculao, Aurora, en la isla de Luzón. El tifón aceleró hacia el noroeste sobre el mar de China Meridional, con su centro de circulación de bajo nivel parcialmente expuesto y bandas convectivas fragmentadas a lo largo de los bordes sur y este del sistema.
Se emitió una alerta de tormenta tropical para las Islas Marianas, lo que llevó a Guam a declarar el estado de emergencia en preparación para la llegada de la tormenta, mientras que también se emitió una alerta de inundación para partes de Guam y las Islas Marianas del Norte. PAGASA emitió señales de viento de ciclón tropical para varias áreas, mientras que PHIVOLCS emitió advertencias sobre posibles flujos de lahares de los volcanes Taal, Pinatubo y Mayon. Se ordenaron evacuaciones obligatorias en áreas vulnerables de Camarines Sur, Catanduanes, Calabarzon y Samar Oriental. Se produjeron compras de pánico en varios lugares, mientras que se suspendieron múltiples eventos y servicios de transporte. En total, Man-yi fue responsable de diez muertes, cinco heridos, tres desaparecidos y aproximadamente US$17.367 en daños, particularmente en Catanduanes y Nueva Vizcaya.

## Historia meteorológica
El tifón Man-yi emergió de un área de convección a 220 km (140 millas) al este del atolón Kwajalein, con imágenes satelitales que muestran un centro de circulación de bajo nivel más organizado y un área persistente de convección profunda en la periferia suroeste el 8 de noviembre de 2024. A las 09:00 UTC, el Centro Conjunto de Advertencia de Tifones de los Estados Unidos (JTWC) emitió una alerta de formación de ciclón tropical para la perturbación, señalando un entorno favorable para el desarrollo debido a una cizalladura vertical del viento baja a moderada, buena divergencia en altura y temperaturas cálidas de la superficie del mar de 29 a 30 °C (84 a 86 °F). La Agencia Meteorológica de Japón (JMA) designó la perturbación como un área de baja presión el mismo día y, al día siguiente, pasó a ser una depresión tropical. Más tarde ese mismo día, el Centro Conjunto de Advertencia de Tifones (JTWC) asignó al sistema la designación 25W, señalando que era un sistema en consolidación con bandas formativas que envolvían desde el norte y un núcleo central frío cada vez más profundo que estaba oscureciendo la circulación de bajo nivel. A medida que el sistema se movía hacia el noroeste a lo largo del borde sur de un anticiclón subtropical de nivel medio, la Agencia Meteorológica de Japón (JMA) actualizó el sistema a tormenta tropical llamada Man-yi a las 06:00 UTC del mismo día, con imágenes satelitales que revelaron un sistema muy compacto y el centro de circulación de bajo nivel parcialmente expuesto en el borde noroeste de un pequeño y denso cielo nublado central.

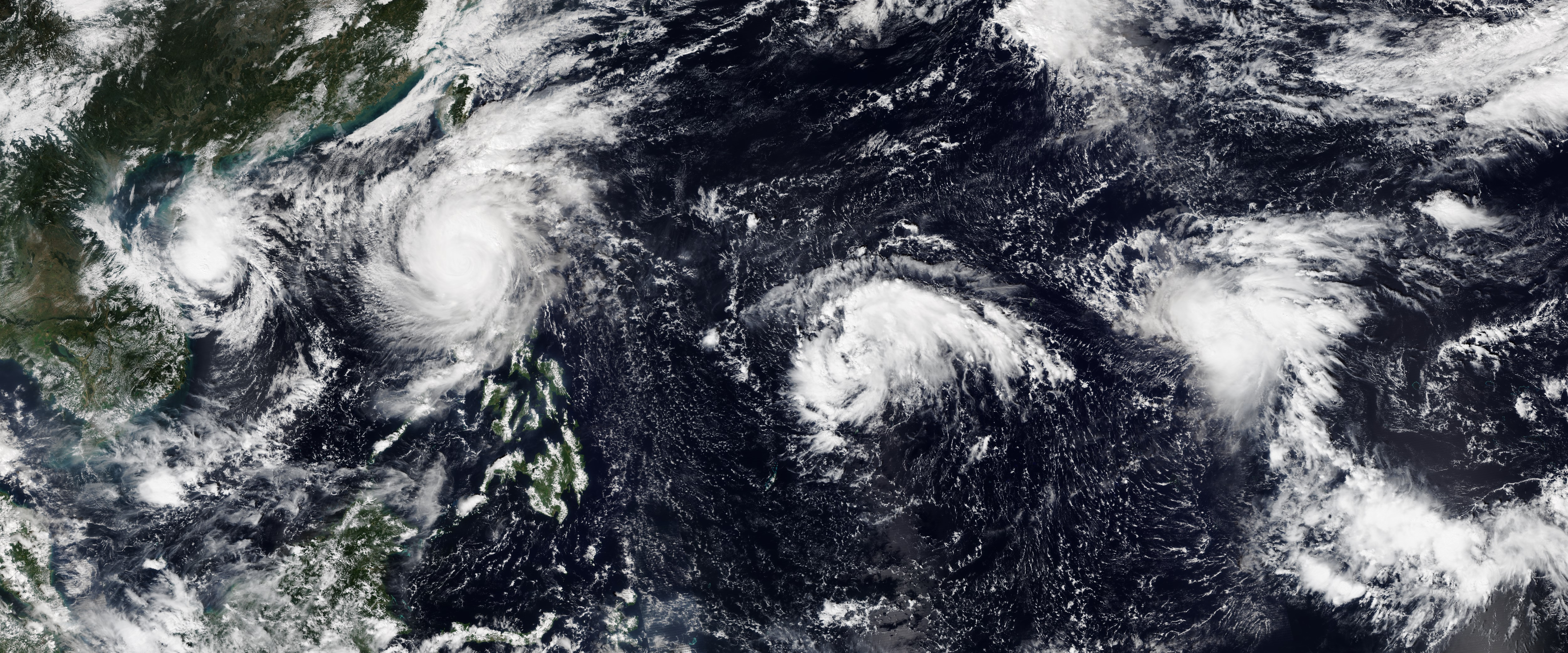
Cuatro ciclones tropicales activos simultáneamente el 11 de noviembre. De izquierda a derecha: el tifón Yinxing, el tifón Toraji, el tifón Usagi y el tifón Man-yi, el primero desde 1951.

Man-yi envolvió los cuadrantes norte y este del centro de circulación, volviéndose más intenso a medida que la estructura vertical continuaba alineándose. El sistema se desorganizó, con la convección desplazada hacia el sureste, pero finalmente se consolidó, como lo evidencia el enfriamiento de las cimas de las nubes en la cubierta fría central y un envoltorio más estrecho de la banda de alimentación alrededor del centro de circulación oscurecido, cuando el sistema pasó por Guam el 13 de noviembre. Temprano al día siguiente, la Agencia Meteorológica de Japón (JMA) lo ascendió a tormenta tropical severa, citando la técnica Dvorak, un método para determinar la intensidad de un ciclón tropical basándose en la apariencia del satélite. La tormenta mostró cimas de nubes que se enfriaban en su región fría central, con bandas de lluvia que se volvían más definidas y se estrechaban alrededor de la formación de un ojo en desarrollo. Más tarde ese mismo día, la Agencia Meteorológica de Japón (JMA) elevó la categoría de la tormenta a tifón mínimo antes de que el Centro Conjunto de Advertencia de Tifones (JTWC) hiciera lo mismo, con imágenes satelitales que revelan una pared ocular simétrica que rodea un ojo oblongo y bandas espirales que se extienden sobre el semicírculo oriental. Temprano al día siguiente, el Centro Conjunto de Advertencia de Tifones (JTWC) elevó el sistema a la categoría de súper tifón, con vientos máximos sostenidos estimados de 1 minuto de 260 km/h (160 mph), lo que lo convierte en un súper tifón equivalente a la categoría 5. Mientras tanto, la Agencia Meteorológica de Japón (JMA) elevó a Man-yi a la categoría de tifón violento, estimando su intensidad máxima con una presión central mínima de 920 hPa (27,17 inHg) y vientos máximos sostenidos de 10 minutos de 195 km/h (120 mph). El tifón se caracterizó por un CDO casi simétrico que se extendió entre 98 y 115 millas (157 y 185 km), con las cimas de las nubes más frías alrededor de -72 °C (-98 °F). A medida que avanzaba hacia el oesnoroeste, Man-yi tocó tierra en Panganiban, Catanduanes, alrededor de las 9:40 p. m. PHT (13:40 UTC). Después de tocar tierra en Catanduanes, el sistema se degradó levemente en apariencia, con el semicírculo occidental volviéndose menos organizado y las cimas de las nubes calentándose a medida que pasaba al norte de las Islas Calaguas. Poco después, el ojo del tifón se volvió más definido y su estructura parecía haberse recuperado. También comenzó a desarrollarse una pared del ojo secundaria, lo que indica que el sistema estaba en proceso de un ciclo de reemplazo de la pared del ojo, aunque el ciclo no pudo completarse. Al día siguiente, Man-yi tocó tierra por segunda vez en Dipaculao, Aurora, en la isla de Luzón alrededor de las 3:20 p. m. PHT (07:20 UTC) y avanzó rápidamente tierra adentro. Man-yi aceleró hacia el noroeste sobre el Mar de China Meridional, con su centro de circulación de bajo nivel parcialmente expuesto y bandas convectivas fragmentadas a lo largo de los bordes sur y este del sistema.

## Preparativos

### Filipinas
A partir del 14 de noviembre, PAGASA emitió la Señal de Viento de Ciclón Tropical n.º 1 para Catanduanes y Samar del Norte, así como para partes de Camarines Sur, Albay, Sorsogon, Samar y Samar Oriental. Al día siguiente, la señal número 2 se levantó en Catanduanes y partes de Camarines Sur, Albay, Islas Polillo, Sorsogon, Samar, Northern Samar y Eastern Samar, mientras que la señal número 1 se extendió a la totalidad de Abra, Apayao, Bataan, Benguet, Biliran, Bulacan, Cagayán, Camarines Norte, Cavite, Ifugao, Kalinga, La Unión, Metro Manila, Masbate, Marinduque, Mountain Province, Nueva Ecija, Nueva Vizcaya, Pampanga, Pangasinan, Quirino, Romblon, Tarlac, Zambales, así como partes de Cebú (incluidas las islas Bantayan), Iloilo, Mindoro oriental y partes restantes de Camarines Sur, Samar oriental, Samar septentrional, Rizal, Sorsogón y Samar y partes de Leyte, Leyte del Sur y las islas Dinágat. El 16 de noviembre, se emitió la señal n.º 3 sobre toda la provincia y algunas partes de Albay, Sorsogon, Samar del Norte y Samar del Este, indicando vientos de hasta 89 a 117 km/h en 18 horas.